# Гимн Островов Кука
Te Atua Mou E' (Бог — это Истина) — национальный гимн Островов Кука. Утверждён в 1982 году вместо ранее исполнявшегося гимна Новой Зеландии.

## История
Музыку к гимну написал сэр Том Дэвис, который в то время был  премьер-министром Островов Кука, слова — его жена Па Тепаэру Те Рито Арики. В 1982 году статьей 76(D) Конституции Островов Кука объявлен официальным гимном территории. 
На референдуме 1994 года 4623 голосами против 1141 было решено не менять гимн. В 2017 году совет арики предложил изменить два слова из песни, заменив pa enua («все острова моря») на Kuki Airani («Острова Кука»), но это вызвало критику со стороны граждан.

## Слова
Te Atua mou e

Ko koe rai te pu

O te pā enua e

Akarongo mai

I to mātou nei reo

Te kapiki atu nei

Paruru mai

Ia mātou nei

Omai te korona mou

Kia ngateitei

Kia vai rai te aroa

O te pā enua e.

(на кукском языке)